# Lorenzov atraktor
Lorenzov atraktor je kaotično preslikavanje, istaknuto po svom leptirolikom obliku. Preslikavanje pokazuje kako stanje dinamičkog sustava (tri varijable trodimenzionalnog sustava) vremenski evolvira u složenom, neponavljajućem uzorku, često opisanom kao lijepim[nedostaje izvor]. 
Sam atraktor, kao i jednadžbe iz kojih je izveden, je izmislio Edward Lorenz 1963., koji ih je izveo iz pojednostavljenih jednadžbi konvekcijskih uvrtanja koji izniču iz jednadžbi Zemljine atmosfere.
S tehničkog gledišta, sustav je nelinearan, trodimenzionalan i deterministički. 2001. je Warwick Tucker dokazao da za određene parametre sustav ispoljava kaotično ponašanje i pokazuje ono što je danas nazvano čudnim atraktorom. Čudni atraktor je u ovom slučaju fraktal Hausdorffove dimenzije između 2 i 3. Grassberger (1983.) je procjenio njegovu Hausdorffovu dimenziju na 2.06 ± 0.01 i korelacijsku dimenziju na 2.05 ± 0.01.
Sistem izniče u laserima, dinamima i specifičnim vodenicama .
Jednadžbe koje upravljaju Lorenzovim atraktorom su:
{\displaystyle {\frac {dx}{dt}}=\sigma (y-x)}
{\displaystyle {\frac {dy}{dt}}=x(\rho -z)-y}
{\displaystyle {\frac {dz}{dt}}=xy-\beta z}
gdje se {\displaystyle \sigma } zove Prandtlovim brojem i {\displaystyle \rho } Rayleighjevim brojem. Svi su {\displaystyle \sigma }, {\displaystyle \rho }, {\displaystyle \beta } > 0, ali je obično {\displaystyle \sigma } = 10, {\displaystyle \beta } = 8/3 i {\displaystyle \rho } varira. Sustav ispoljava kaotično ponašanje za {\displaystyle \rho } = 28 i prikazuje čvoraste periodičke orbite za druge vrijednosti od {\displaystyle \rho }. Primjerice, uz {\displaystyle \rho =99.96} postaje T(3,2) torusni čvor.

## Učinak leptira u Lorenzovom atraktoru
| Učinak leptira | Učinak leptira         | Učinak leptira         |
| --- | ---------------------- | ---------------------- |
| Vrijeme t=1 (povećano) | Vrijeme t=2 (povećano) | Vrijeme t=3 (povećano) |
| |                        |                        |
| Ovi oblici - načinjeni uz ρ=28, σ = 10 i β = 8/3 - pokazuju tri vremenska segmenta 3-D evolucije dvaju trajektorija (jedne plavo, druge žuto obojeane) u Lorenzovom atraktoru počinjući od inicijalnih točaka koje se razlikuju svega za 10-5 u x koordinati. U početku se dvije trajektorije podudaraju (vidi se samo žuta, jer je iscrtana preko plave) ali, nakon nekog vremena, očito divergiraju. |                        |                        |
| Java animacija Lorenzovog atraktora Arhivirana inačica izvorne stranice od 11. ožujka 2008. (Wayback Machine) pokazuje kontinuiranu evoluciju. |                        |                        |

## Rabeći različite vrijednosti za Rayleighjev broj
| Lorenzov atraktor za različite vrijednosti ρ | Lorenzov atraktor za različite vrijednosti ρ |
| --- | -------------------------------------------- |
| |                                              |
| ρ=14, σ=10, β=8/3 (povećano) | ρ=13, σ=10, β=8/3 (povećano)                 |
| |                                              |
| ρ=15, σ=10, β=8/3 (povećano) | ρ=28, σ=10, β=8/3 (povećano)                 |
| Za male vrijednosti ρ, sustav je stabilan i evolvira u jednu od dvije fiksne točke atraktora. Kada je ρ veći od 24.74, fiksne točke postaju repulzori koji odbijaju trajektorije na vrlo složen način, evolvirajući bez presijecanja same sebe. |                                              |
| Java animacija koja prikazuje evoluciju za različite vrijednosti ρ Arhivirana inačica izvorne stranice od 11. ožujka 2008. (Wayback Machine) |                                              |

## Vanjske poveznice
- Lorenzov atraktor (MathWorld članak)
- Lorenzova jednadžba  Arhivirana inačica izvorne stranice od 7. lipnja 2009. (Wayback Machine) na planetmath.org
- Interaktivna animacija Lorenzovog atraktora (zahtijeva Adobe Shockwave dodatak)
- Levitated.net: računska umjetnost i dizajn
- 3D VRML Lorenzov atraktor  Arhivirana inačica izvorne stranice od 28. lipnja 2009. (Wayback Machine) (zahtijeva dodatak VRML preglednika)
- JAVA applet  Arhivirana inačica izvorne stranice od 11. ožujka 2008. (Wayback Machine) - leptirov učinak, Lorenzov i Rosslerov atraktor
- Eseji o Lorenzovim atraktorima u J-u - vidi programski jezik J